# Krzysztof Jażdżyk
Krzysztof Jażdżyk (ur. 25 lipca 1975 w Łowiczu) – polski samorządowiec i przedsiębiorca, od 2014 prezydent Skierniewic.

## Życiorys
Ukończył studia w Mazowieckiej Wyższej Szkole Humanistyczno-Pedagogicznej w Łowiczu, zajął się prowadzeniem własnej działalności gospodarczej. Współtworzył klub sportowy „Sorento” Zadębie i lokalne stowarzyszenie Razem dla Skierniewic. W 2002 po raz pierwszy został radnym Skierniewic z ramienia SLD-UP. Mandat utrzymywał w 2006 i w 2010.
W wyborach w 2010 kandydował bez powodzenia na prezydenta miasta, przegrywając w drugiej turze z Leszkiem Trębskim. W 2014 po raz drugi ubiegał się o ten urząd z poparciem Sojuszu Lewicy Demokratycznej i Polskiego Stronnictwa Ludowego. W drugiej turze głosowania zmierzył się ponownie z Leszkiem Trębskim – tym razem wygrywając z nim z wynikiem ponad 57% głosów. W 2018 i 2024 z powodzeniem ubiegał się o reelekcję, wygrywając każdorazowo w pierwszej turze (otrzymał odpowiednio 81,01% głosów oraz 56,96% głosów).
W 2020 odznaczony Krzyżem Kawalerskim Orderu Odrodzenia Polski.